# 주인선
주인선(朱仁線)은 주안역과 인천역을 잇던 철도 노선으로, 주로 주한미군 등의 화물을 운송하는 데에 이용되었다. 1959년에 개통되었으며, 주안역부터 인천역까지의 거리는 3.8 km였다. 1985년 열차 운행을 중단한 뒤, 모두 철거되어 공원화되었다.

## 역사
- 1957년 9월 26일: 착공[1]
- 1957년 10월 1일: 실제 공사 시작[2]
- 1959년 2월 20일: 준공[3]
- 1959년 3월 1일: 개통, 관보 등재[1][4]
- 1959년 7월 1일: 열차 운행 개시[5]
- 1985년 11월 15일: 열차 운행 중단[6]
- 1994년 4월 22일: 제4차 철도청 정책심의회의 결과보고 회의에서 제물포역 인근에서 인천역 남부구내까지 1.8 km 폐지 결정, 폐선[7]
- 1996년 10월 29일: 주인선 공원화 사업 발표[8]
- 1997년: 주인선 공원화 사업 착공[9]
- 2005년 12월 22일: 주인선 공원화 사업 완공[10]

## 현황
운행 당시의 노선 현황은 아래와 같았다.
- 노선등급: 3급선
- 최소곡선반경: R=300m
- 최급구배: 15퍼밀
- 노선설계하중: LS-22
- 사용레일: 50 kg
- 열차 운행 현황
  - 1957년 7월 1일 ~ 1985년 11월 15일: 남부구내-동두천 간 정기열차 1회, 임시열차 3회
  - 1985년 11월 15일 ~ 1989년 4월 18일: 주안-동두천 간 임시열차 2회

## 역 목록
| 역명 | 한자 역명 | 역간거리 (km) | 영업거리 (km) | 접속 노선 | 소재지     | 소재지 |
| ---- | --------- | ------------- | ------------- | --------- | ---------- | ------ |
| 주안 | 朱安      | 0.0           | 0.0           | 경인선    | 인천광역시 | 남구   |
| 인천 | 仁川      | 3.8           | 3.8           | 경인선    | 인천광역시 | 중구   |

## 같이 보기
- 수인선